# Курган-Тюбинська область
Курга́н-Тюби́нська область (тадж. вилояти Курғонтеппа) — адміністративно-територіальна одиниця Таджицької РСР, що існувала в 1944—1947 та 1977—1988 роках. Обласним центром було місто Курган-Тюбе.
У вересні 1988 року адміністративні райони колишньої Курган-Тюбинської області відійшли до складу новоутвореної Хатлонської області.

## Керівництво області

### 1-і секретарі обкому КП Таджикистану
1. Дубровський Олександр Панасович (січень 1944 — березень 1944)
2. Мумінов Акбар (1944 — 1945)
3. Дусматов Джур (1945)
4. Ашуров Негмат (березень 1945 — січень 1947)
5. Паллаєв Гаїбназар (квітень 1977 — 18 лютого 1984)
6. Касимов Абдукарім Касимович (лютий 1984 — вересень 1988)
7. Халімов Іззатулло (січень 1990 — серпень 1991)